# Mr. Milliárd
A Mr. Milliárd (eredeti cím: Mr. Billion) 1977-ben bemutatott amerikai film, amelynek főszereplője Terence Hill. Az élőszereplős játékfilm rendezője Jonathan Kaplan, producerei Steven Bach és Ken Friedman. A forgatókönyvet Ken Friedman és Jonathan Kaplan írta, a zenéjét Dave Grusin szerezte. A mozifilm a Pantheon Films gyártásában készült, a 20th Century Fox forgalmazásában jelent meg. Műfaja akció-filmvígjáték.
Amerikában 1977. március 3-án mutatták be a mozikban. Magyarországon két szinkronos változat is készült belőle, amelyekből az elsőt 1995. március 9-én adták ki VHS-en, a másodikat 2001. augusztus 20-án az RTL Klubon vetítették le a televízióban.

## Cselekmény
Guido Falcone római autószerelő hírt kap róla, hogy dúsgazdag bácsikája elhalálozott, és teljes vagyonát őrá hagyta. A végrendeletében azonban kikötötte, hogy unokaöccsének húsz nap múlva jelentkeznie kell az örökségért San Franciscoban. Guido így útnak indul, ám hogy érdekesebb legyen az út repülő helyett vonatot, hajót és lovat választ közlekedési eszközül, ráadásul a végén ejtőernyővel akar megérkezni. És ha ez még nem lenne elég egy csinos detektívnő, valamint számos kétes alak is bonyolítja hősünk útját az örökségig, akik nem bánnák, ha netán nekik sikerülne megkaparintani a vagyont...

## Szereplők
| Szerep                            | Színész            | Magyar hang                         | Magyar hang                         |
| Szerep                            | Színész            | 1. magyar szinkron (InterCom, 1995) | 2. magyar szinkron (RTL Klub, 2001) |
| --------------------------------- | ------------------ | ----------------------------------- | ----------------------------------- |
| Guido Falcone                     | Terence Hill       | Rubold Ödön                         | Rátóti Zoltán                       |
| Rosie                             | Valerie Perrine    | Götz Anna                           | Farkasinszky Edit                   |
| John Cutler                       | Jackie Gleason     | Dobránszky Zoltán                   | Gruber Hugó                         |
| Duane Hawkins                     | Slim Pickens       | Pataky Imre                         | Papp János                          |
| Leopold Lacy                      | William Redfield   | Rosta Sándor                        | Tarján Péter                        |
| Clayton T. Winkle ezredes         | Chill Wills        | Bodor Tibor                         | Horkai János                        |
| Bernie                            | Dick Miller        | N/A                                 | Balázsi Gyula                       |
| T.C. Bishop seriff                | R. G. Armstrong    | Simon György                        | N/A                                 |
| Lucy                              | Kate Heflin        | N/A                                 | Csampisz Ildikó                     |
| Pops Dinwitty                     | Sam Laws           | Csikos Gábor                        | Vizy György                         |
| Carnell Dinwitty                  | Johnny Ray McGhee  | Kálid Artúr                         | Csík Csaba Krisztián                |
| Gyerekrablók főnöke               | David S. Cass, Sr. | Balázsi Gyula                       | Megyeri János                       |
| Néger gyerekrabló                 | Bob Minor          | Csonka András                       | Szokol Péter                        |
| Olasz gyerekrabló                 | Leo Rossi          | N/A                                 | N/A                                 |
| Almás pités néni                  | Frances Heflin     | Kassai Ilona                        | Kassai Ilona                        |
| Kalauz                            | Robert Staats      | Harmath Imre                        | Csuha Lajos                         |
| Earl Mitchell, az ezredes segédje | Eric Barnes        | N/A                                 | Katona Zoltán                       |
| Ezredes segédje                   | Earl Boen          | N/A                                 | N/A                                 |
| Hy Kitchmiller                    | Marvin Johnson     | N/A                                 | Kardos Gábor                        |
| Hank seriffhelyettes              | Neil Summers       | N/A                                 | N/A                                 |
| Buszvezető                        | Dan Leegant        | N/A                                 | N/A                                 |
| Utas a repülőn                    | Stephanie Kohl     | N/A                                 | N/A                                 |
| Anthony Falcon                    | Ralph Chesse       | Pusztai Péter                       | Palóczy Frigyes                     |
| Baba Wawa, TV-riporter            | Helen Bentley      | N/A                                 | N/A                                 |
| Nancy, riporternő                 | Julia Hare         | Zakariás Éva                        | N/A                                 |
| Seriffhelyettes                   | Denver Mattson     | Varga Tamás                         | N/A                                 |
| Indián                            | Henry Kingi        | N/A                                 | N/A                                 |
| Tolmács                           | Marco Tulli        | N/A                                 | Rudas István                        |

További magyar hangok (2. magyar változatban): Imre István, Stukovszky Tamás, Végh Ferenc
- Egy 2002-es TV2 interjúban Ujréti László elmondta, hogy felkérték a film újraszinkronizálásakor, de elutasította az életkora miatt. Ez történt három másik filmjével is. Ezeknél a filmeknél Rátóti Zoltán szinkronizálta Terence Hillt.

## Televíziós megjelenések
Új magyar szinkronnal az alábbi televíziókban vetítették le:
RTL Klub, Cool, Film+